# Thomas Röper
Thomas Röper, född 26 november 1971 i Bremen, är en tyskfödd facklitteraturförfattare och bloggare, bosatt i Sankt Petersburg. Han är en Kreml-trogen spridare av desinformation, konspirationsideologier och rysk regeringspropaganda och har drivit bloggen Anti-Spiegel sedan 2018.
Röper har sedan krigsutbrottet i Ukraina i februari 2022 varit en flitig gäst i rysk statlig television, inklusive TV-stationen Zvezda från det ryska försvarsministeriet. Han säger att han inte har något samband med den ryska regeringen. På Telegram hade han sommaren 2022 omkring 75 000 följare.